# Poljud

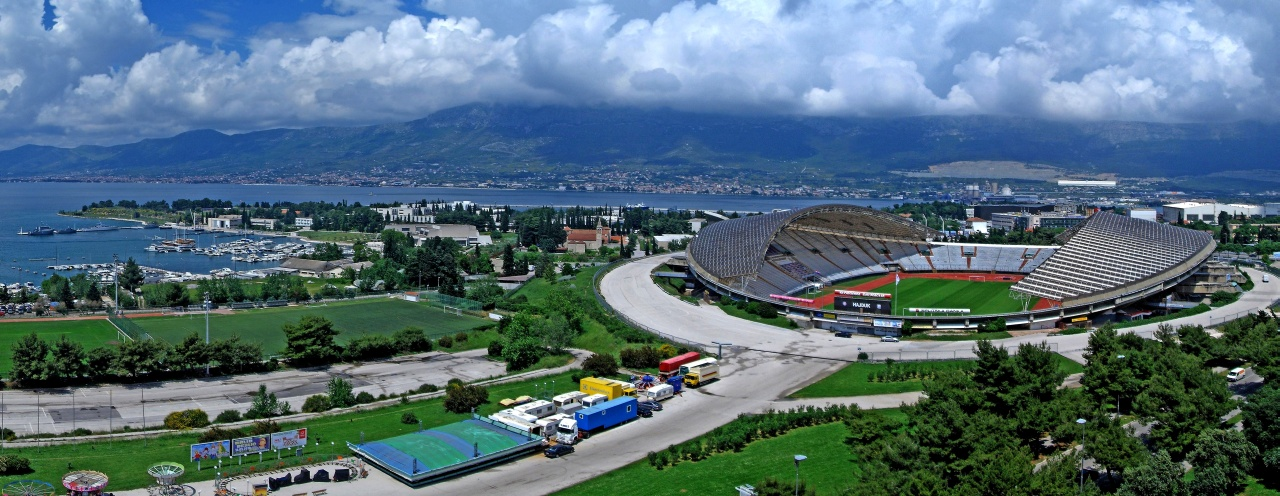
Panoramaansicht von Poljud

Poljud ist ein zum Bezirk Špinut gehörendes Viertel der zweitgrößten kroatischen Stadt Split. Špinut befindet sich nördlich des Stadtzentrums und bildet den nördlichen Abschnitt der Halbinsel, auf der sich das Zentrum von Split und der Waldpark Marjan befinden. Internationale Bekanntheit erlangte das Viertel durch das gleichnamige Stadion Poljud, das sich auf seinem Territorium befindet und seit seiner Errichtung im Jahr 1979 als Heimspielstätte des ortsansässigen Fußballvereins Hajduk Split dient.

## Geschichte
Das Stadtviertel liegt auf einem ehemaligen Sumpfgebiet (italienisch palude), woher das Viertel auch seinen Namen bezieht. Zunächst wurde auf diesem Gebiet eine Kirche errichtet und im 15. Jahrhundert von Franziskanermönchen ein Kloster erbaut.